# Eleições estaduais na Paraíba em 1966
As eleições estaduais na Paraíba em 1966 ocorreram em 15 de novembro conforme dizia o Ato Institucional Número Três em 22 estados e nos territórios federais do Amapá, Rondônia e Roraima. A ausência de eleições para governador e vice-governador se explica devido à eleição direta havida em 1965 na qual João Agripino e Severino Cabral chegaram ao Palácio da Redenção. Foram eleitos o senador Rui Carneiro, além de 13 deputados federais e 40 deputados estaduais numa disputa onde a ARENA obteve a maioria das cadeiras em jogo, embora o senador eleito pertencesse ao MDB.
Nascido em Pombal, Rui Carneiro é jornalista e dirigiu o Correio da Manhã. Advogado formado à Universidade Federal de Pernambuco em 1927, foi correligionário de José Américo de Almeida e partidário da Revolução de 1930. Descendente de uma família de políticos, foi eleito suplente de deputado federal em 1934 e efetivado no ano seguinte. Funcionário do Banco do Brasil, assumiu o cargo de interventor federal na Paraíba em 1940 a convite do presidente Getúlio Vargas comandando o estado por cinco anos. Filiado ao PSD, foi eleito deputado estadual em 1947 renunciando logo depois para assumir a superintendência da Organização Henrique Lage e depois uma diretoria no Banco Lar Brasileiro. Eleito senador em 1950 e 1958, foi derrotado por João Agripino ao disputar o governo do estado em 1965. Com a imposição do bipartidarismo ingressou no MDB e foi reconduzido ao Senado Federal em 1966. Em termos simbólicos, o triunfo de Rui Carneiro fez dele o único oposicionista eleito no Nordeste, região onde o governo fez nove senadores, visto que no Ceará foram abertas duas vagas. Quanto ao domínio da ARENA na Paraíba vale reportar que os caudatários do governador João Agripino ingressaram no partido reforçando o poderio da legenda.

## Resultado da eleição para senador
Foram apurados 375.817 votos nominais e houve ainda 21.909 votos em branco (5,30%) e 15.521 votos nulos (3,76%), resultando no comparecimento de 413.247 eleitores.
| Candidatos a senador da República | Primeiro suplente de senador | Número | Coligação             | Votação | Percentual |
| --------------------------------- | ---------------------------- | ------ | --------------------- | ------- | ---------- |
| Rui Carneiro MDB                  | Antônio Pereira Diniz MDB    | -      | MDB (sem coligação)   | 192.497 | 51,22%     |
| Aluizio Campos ARENA              | Américo Sérgio Maia ARENA    | -      | ARENA (sem coligação) | 183.320 | 48,78%     |

## Deputados federais eleitos
São relacionados os candidatos eleitos com informações complementares da Câmara dos Deputados.

Representação eleita
  ARENA: 8
  MDB: 5

| Deputados federais eleitos | Partido | Votação | Percentual | Cidade onde nasceu   | Unidade federativa  |
| Janduhy Carneiro           | MDB     | 26.909  | 6,68%      | Pombal               | Paraíba             |
| Humberto Lucena            | MDB     | 24.778  | 6,16%      | João Pessoa          | Paraíba             |
| Pedro Gondim               | ARENA   | 24.563  | 6,10%      | Alagoa Nova          | Paraíba             |
| Teotônio Neto              | ARENA   | 23.976  | 5,96%      | Santana dos Garrotes | Paraíba             |
| Renato Coutinho            | ARENA   | 20.888  | 5,19%      | Sapé                 | Paraíba             |
| Wilson Braga               | ARENA   | 20.815  | 5,17%      | Conceição            | Paraíba             |
| Flaviano Coutinho          | ARENA   | 18.890  | 4,69%      | João Pessoa          | Paraíba             |
| Ernani Sátiro              | ARENA   | 18.124  | 4,50%      | Patos                | Paraíba             |
| Petrônio Figueiredo        | MDB     | 17.809  | 4,42%      | Campina Grande       | Paraíba             |
| Manuel Vieira              | ARENA   | 17.737  | 4,41%      | Uiraúna              | Paraíba             |
| Vital do Rego              | ARENA   | 16.386  | 4,07%      | Campina Grande       | Paraíba             |
| Bivar Olyntho              | MDB     | 15.239  | 3,79%      | Serra Negra do Norte | Rio Grande do Norte |
| José Gadelha               | MDB     | 13.169  | 3,27%      | Sousa                | Paraíba             |

## Deputados estaduais eleitos
Na disputa pelas 40 vagas da Assembleia Legislativa da Paraíba a ARENA conquistou vinte e cinco vagas e o MDB quinze.

Representação eleita
  ARENA: 25
  MDB: 15

| Deputados estaduais eleitos    | Partido | Votação | Percentual | Cidade onde nasceu     | Unidade federativa |
| Ronaldo Cunha Lima             | MDB     | 8.871   |            | Guarabira              | Paraíba            |
| Clóvis Bezerra Cavalcanti      | ARENA   | 8.365   |            | Bananeiras             | Paraíba            |
| Otávio Mariz Maia              | ARENA   | 7.567   |            | João Pessoa            | Paraíba            |
| Epitácio Leite Rolim           | ARENA   | 7.454   |            | Cajazeiras             | Paraíba            |
| Inácio Pedrosa Sobrinho        | MDB     | 7.356   |            | Cruz do Espírito Santo | Paraíba            |
| Álvaro Gaudêncio de Queiroz    | ARENA   | 7.146   |            | São João do Cariri     | Paraíba            |
| Francisco Pereira              | ARENA   | 6.954   |            | Solânea                | Paraíba            |
| José Braz do Rêgo              | ARENA   | 6.846   |            | Limoeiro               | Ceará              |
| José Fernandes de Lima         | MDB     | 6.438   |            | Mamanguape             | Paraíba            |
| Laércio Pires de Souza         | MDB     | 6.331   |            | Sousa                  | Paraíba            |
| José Pereira da Costa          | ARENA   | 6.295   |            | Araruna                | Paraíba            |
| Luiz Ferreira Barros           | ARENA   | 6.043   |            | Cabedelo               | Paraíba            |
| Edivaldo Motta                 | ARENA   | 6.004   |            | Patos                  | Paraíba            |
| Inácio Bento de Morais         | ARENA   | 5.892   |            | Santa Luzia            | Paraíba            |
| Mário Silveira                 | MDB     | 5.860   |            | Boa Vista              | Paraíba            |
| Romeu Gonçalves de Abrantes    | ARENA   | 5.573   |            | Itabaiana              | Paraíba            |
| Antônio de Paiva Gadelha       | MDB     | 5.568   |            | Sousa                  | Paraíba            |
| Egídio Silva Madruga           | ARENA   | 5.563   |            | Pedras de Fogo         | Paraíba            |
| Agnaldo Veloso Borges          | ARENA   | 5.546   |            | Campina Grande         | Paraíba            |
| Carlos Pessoa Filho            | ARENA   | 5.505   |            | Aroeiras               | Paraíba            |
| José Lacerda Neto              | ARENA   | 5.382   |            | São José de Piranhas   | Paraíba            |
| Antônio de Araújo Quinho       | ARENA   | 5.174   |            | Santa Rita             | Paraíba            |
| Azuil Arruda de Assis          | MDB     | 4.898   |            | Lagoa                  | Paraíba            |
| José Maranhão                  | MDB     | 4.830   |            | Araruna                | Paraíba            |
| Sebastião Calixto de Araújo    | MDB     | 4.734   |            | Cajazeiras             | Paraíba            |
| Antônio Santiago               | ARENA   | 4.692   |            | Itabaiana              | Paraíba            |
| Francisco Souto Neto           | ARENA   | 4.689   |            | João Pessoa            | Paraíba            |
| Zé Gayoso                      | MDB     | 4.679   |            | Patos                  | Paraíba            |
| Augusto Ferreira Ramos         | ARENA   | 4.627   |            | João Pessoa            | Paraíba            |
| Jonas Leite Chaves             | ARENA   | 4.624   |            | Itaporanga             | Paraíba            |
| Luiz Ribeiro Coutinho          | ARENA   | 4.534   |            | Sapé                   | Paraíba            |
| João Batista de Lima Brandão   | ARENA   | 4.478   |            | Nazarezinho            | Paraíba            |
| Robson Duarte Espinola         | ARENA   | 4.351   |            | Serraria               | Paraíba            |
| Luís Gonzaga de Miranda Freire | MDB     | 4.330   |            | Alagoa Grande          | Paraíba            |
| Aloysio Pereira Lima           | MDB     | 4.176   |            | João Pessoa            | Paraíba            |
| Francisco de Assis Camelo      | ARENA   | 4.156   |            | Bayeux                 | Paraíba            |
| Orlando Cavalcanti de Melo     | MDB     | 4.045   |            | Araçagi                | Paraíba            |
| Balduíno Minervino de Carvalho | MDB     | 3.988   |            | Itaporanga             | Paraíba            |
| Zé Tota                        | MDB     | 3.802   |            | Conceição              | Paraíba            |
| Nivaldo de Farias Brito        | ARENA   | 3.744   |            | São João do Cariri     | Paraíba            |